# Pallokerho-35 Vantaa
PK-35 Vantaa é um clube de futebol da Finlândia da cidade de Vantaa. O clube foi fundado em 1935.

## História

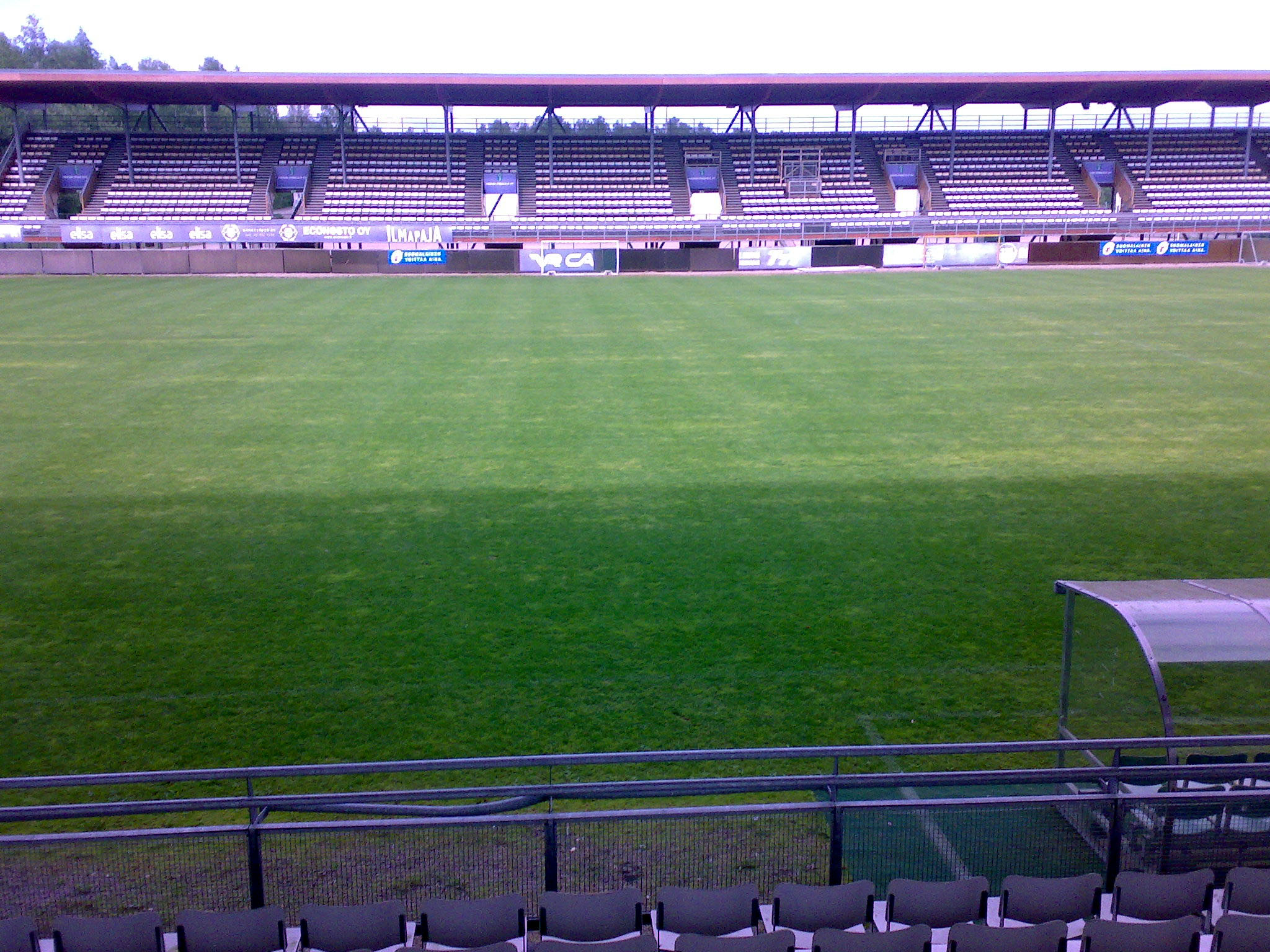
ISS Stadion

O clube nasceu em Vyborg, em 1935, depois foi para Helsinki após a Segunda Guerra Mundial. Na década de 90 foi renomeado para FC Jokerit, porém com um segundo time jogando nas divisões inferiores, e em 2008, foi transferido em para Vantaa.